# 埃戈里夫卡 (舊別利斯克區)
49°24′26″N 38°38′38″E / 49.40722°N 38.64389°E
葉霍里夫卡（烏克蘭語：Єгорівка）是位於烏克蘭東部的村莊，由盧甘斯克州舊比利斯克區的舊比利斯克市鎮負責管轄。該村始建於1954年，面積0.55平方公里，海拔高度126米，2001年人口101，人口密度每平方公里184.6人。